# Monde
Monde — международный культурный и политический еженедельник на французском языке. Издавался по инициативе Анри Барбюса в 1928—1935 годах.
Замысел издания возник у Анри Барбюса в 1925 году. Предполагалось, что новое издание не будет органом Коммунистической партии, но, широко представляя объективную информацию, будет способствовать распространению социалистических идей.
В редакционную коллегию в 1928 году вошли А. Эйнштейн, А. М. Горький, Э. Синклер, М. Угарте, М. де Унамуно, Л. Базальжет, М. Морхарт, Л. Верт.
Еженедельник выступал против наступления фашизма в странах Европы (Германии, Италии, Австрии, Румынии), боролся против подготовки к войне, освещал Международный антифашистский конгресс в Берлине (1929).
Публиковались материалы, посвященные Советскому Союзу (в частности в № 98 за 1930 год вышел материал «С великим русским народом», включивший письмо Т. Драйзера и призыв «Заговорщики, уйдите в тень! Руки прочь от СССР!» Р. Роллана), письма В. И. Ленина к А. М. Горькому, выступления А. В. Луначарского и другие материалы о советской авиации и архитектуре, строительстве и культуре.
Анри Барбюс помещал в «Monde» очерки, из которых были составлены книги «Вот какой стала Грузия» (1929) и «Россия» (1930).
Журнал провозглашал «свободу слова», предоставлял свои страницы не только последовательным коммунистам. Это вызвало неудовольствие Международного бюро революционной литературы. 19 сентября 1930 г. в «Литературной газете» было опубликовано открытое письмо Барбюсу, подписанное Л. Авербахом, И. Р. Бехером, Б. Иллешем, Ю. Либединским, А. Тарасовым-Родионовым, А. В. Луначарским, Б. Ясенским, И. Микитенко и А. Серафимовичем, где утверждалось, что у журнала «Monde» «нет пролетарской линии». Вопрос о журнале рассматривался и на Международной конференции пролетарских и революционных писателей в Харькове (6—15 ноября 1930 г.), резолюция которой призывала М. Горького и Э. Синклера, как членов редколлегии «Monde», «пересмотреть их позицию по отношению к покрываемому их фамилиями журналу». М. Горький в 1931—1932 годах просил не упоминать его имя среди членов редколлегии. Критика звучала и со страниц «Humanité».
В 1932 г. «Monde» продолжил публикацию материалов о Советском Союзе, напечатав, в частности, серию статей «Защита и прославление СССР», произведений советских авторов.
В 1933—1934 годах из редакции «Monde» были исключены О. Абарю, Э. Берль, А. Росси, М. Паз, зато с ней сотрудничали Р. Роллан, Ж. Р. Блок, Г. Пери, П. Вайян-Кутюрье. Журнал публиковал выступления Г. Димитрова, Ж. Дюкло.
Прекращение издания журнала связано со смертью Анри Барбюса.